# A magyar állam tulajdonában álló műemlékek listája Békés vármegyében
Az alábbi lista a Békés vármegyében található, magyar állam tulajdonában álló, országos műemléki védettségű ingatlanokat tartalmazza.
 Az alábbi műemléki lista a Magyar Nemzeti Vagyonkezelő Zrt. nyilvántartásának 2013. szeptemberi állapotán alapul, az oldal tartalma csupán tájékoztató jellegű! Az országos műemléki nyilvántartás közhiteles forrása a Lechner Lajos Tudásközpont.
|  | Bővebben: Munkácsy Mihály Múzeum |

|  | Bővebben: gyulai vár |

|  | Bővebben: Almásy-kastély (Gyulavári) |

|  | Bővebben: Wenckheim-kastély (Szabadkígyós) |

|  | Bővebben: Bolza-kastély |